# Музей Олега Кошового
Музей Олега Кошового — філія Прилуцького краєзнавчого музею імені В. І. Маслова, що розповідає про учасника подій Другої Світової війни (організація «Молода гвардія» (м. Краснодон, Луганська область), сина прилуцьких міщан Олега Кошового, що розташований у місті Прилуках (районний центр Чернігівської області).
Музей міститься в будинку на вулиці Київській № 255, де народився Олег Кошовий у 1926—32 роках.

## Історія
Будинок Кошових — дерев'яний, одноповерховий, прямокутний у плані, на мурованому фундаменті, — збудований 1898  дідом Олега — Г. Ф. Кошовим, задовго до комуністів.
До 1975 року хата належала родині Кошових.
29 жовтня 1978 відкритий Музей Олега Кошового для посилення ідеологічної роботи комуністичного режиму в місті Прилуки.
У 1979 році на подвір'ї вже музею відкрито пам'ятник О. В. Кошовому, який у наступному (1980) році замінено на бронзовий. 2010, після приходу до влади ставленика російських спецслужб Віктора Януковича, пам'ятник наказано перенести у центр міста, де раніше стояв бюст Кошового, а бюст був перенесений і встановлений біля музею.
1982 року музей підпорядковано Чернігівському обкому ЛКСМУ.
До 1992 року музейний заклад мав самостійний статус і носив назву Історико-меморіальний музей О. Кошового.
Починаючи від 1992 року музей є філією Прилуцького краєзнавчого музею.

## З експозиції
У Музеї Олега Кошового — понад 450 експонатів, пов'язаних з Олегом Кошовим: предмети побуту, особисті речі Олега, передані матір'ю Оленою Миколаївною, посуд, шинель, зброя О. Кошового, документи, листи.
Зараз у музейній експозиції розміщені також матеріали про учасників  Німецько-радянської війни, учасників інтервенції СССР до Афганістану.

## Галерея

Музей
Дошка на фасаді будинку-музею
Пам'ятник О. Кошовому на території музею до 2010 року.
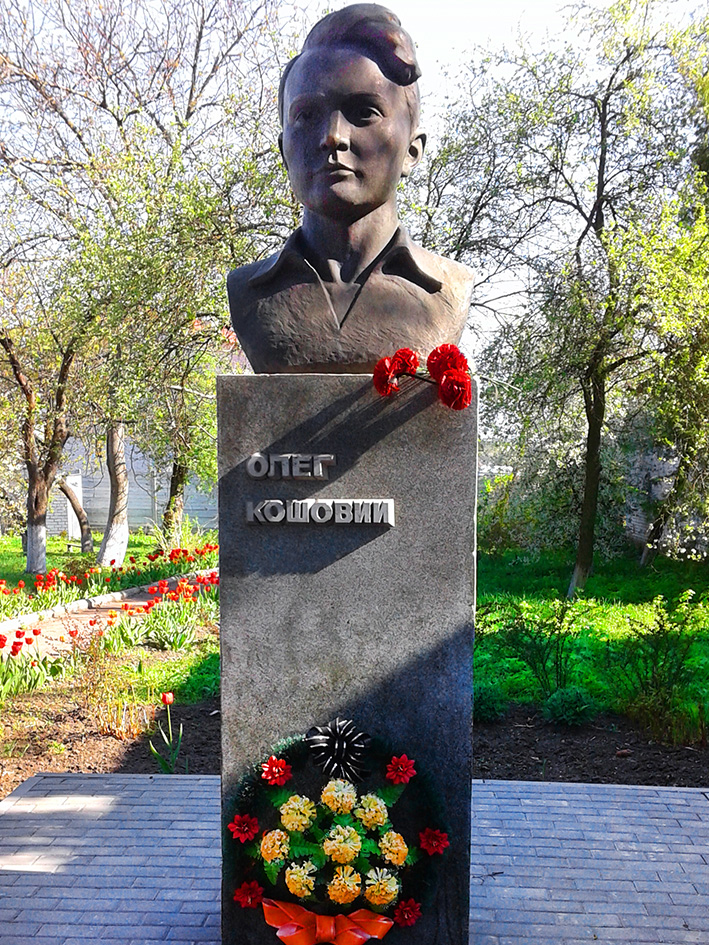
Бюст Кошовому
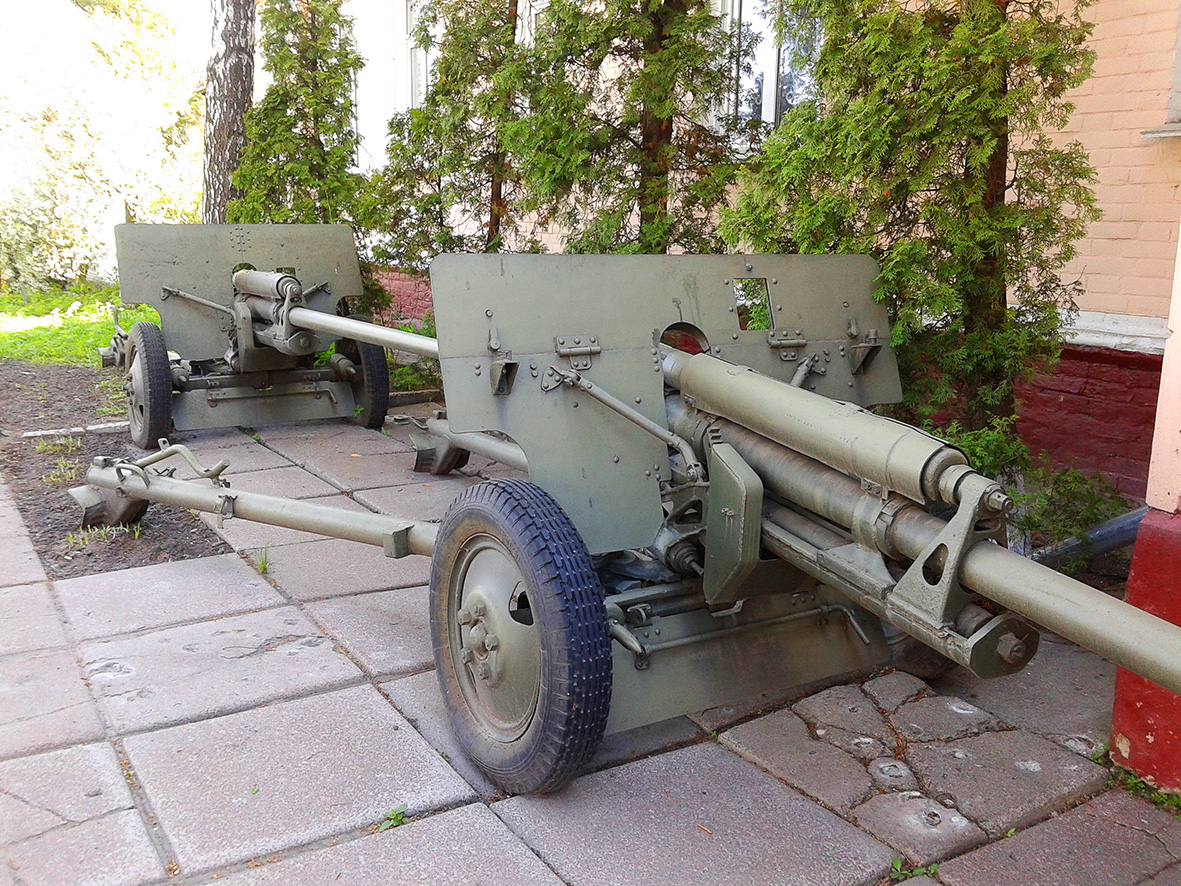
Експонати на території музею

## Джерело
- Музей Олега Кошового // Прилуччина: Енциклопедичний довідник, Ніжин: «Аспект-Поліграф», 2007. — с. 297